# Sieste

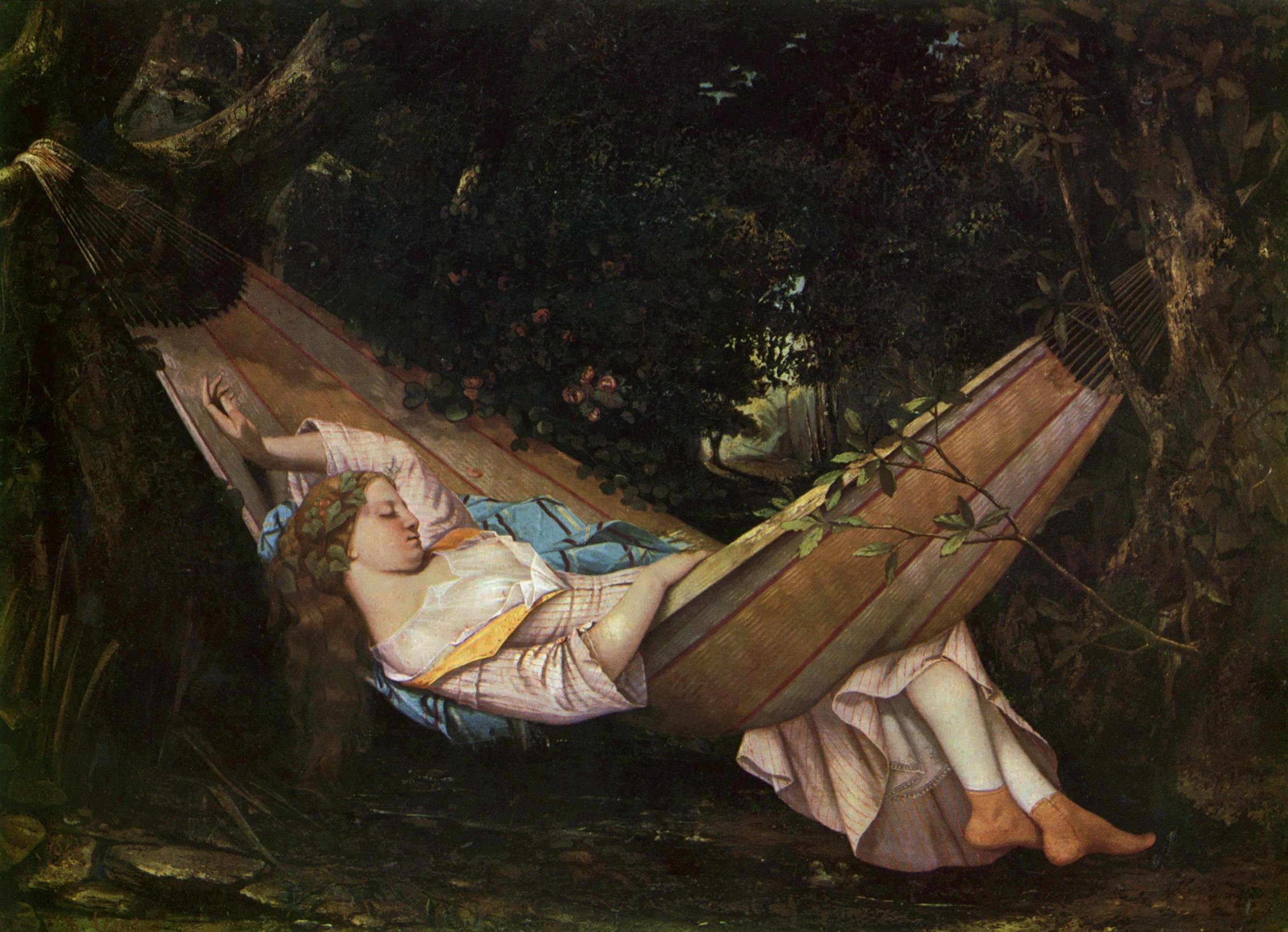
Le Hamac (Gustave Courbet)
1844, 70,5 × 97 cm, Sammlung Oskar Reinhart am Römerholz.

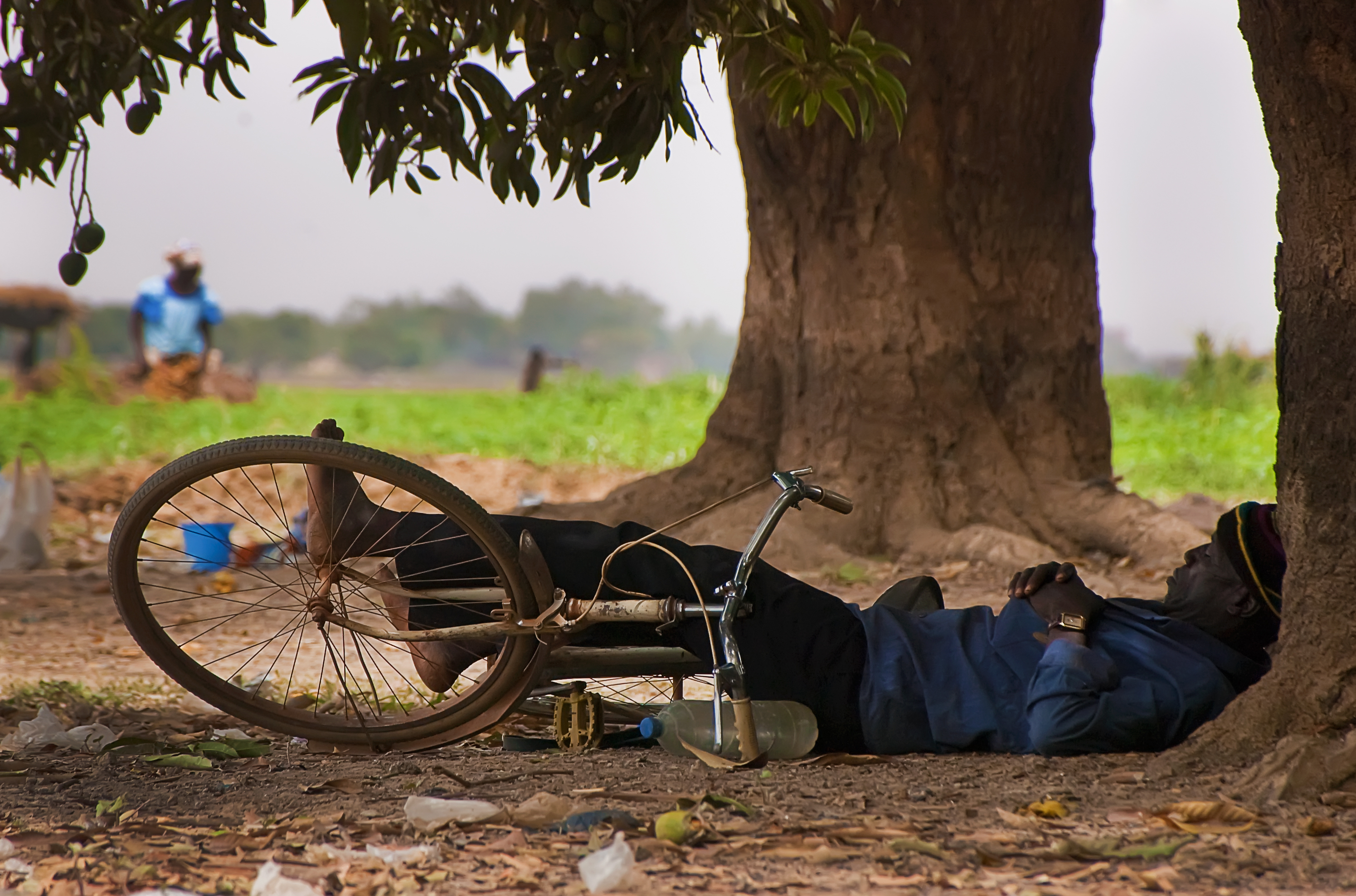
Sieste à l'ombre des manguiers, Ouagadougou

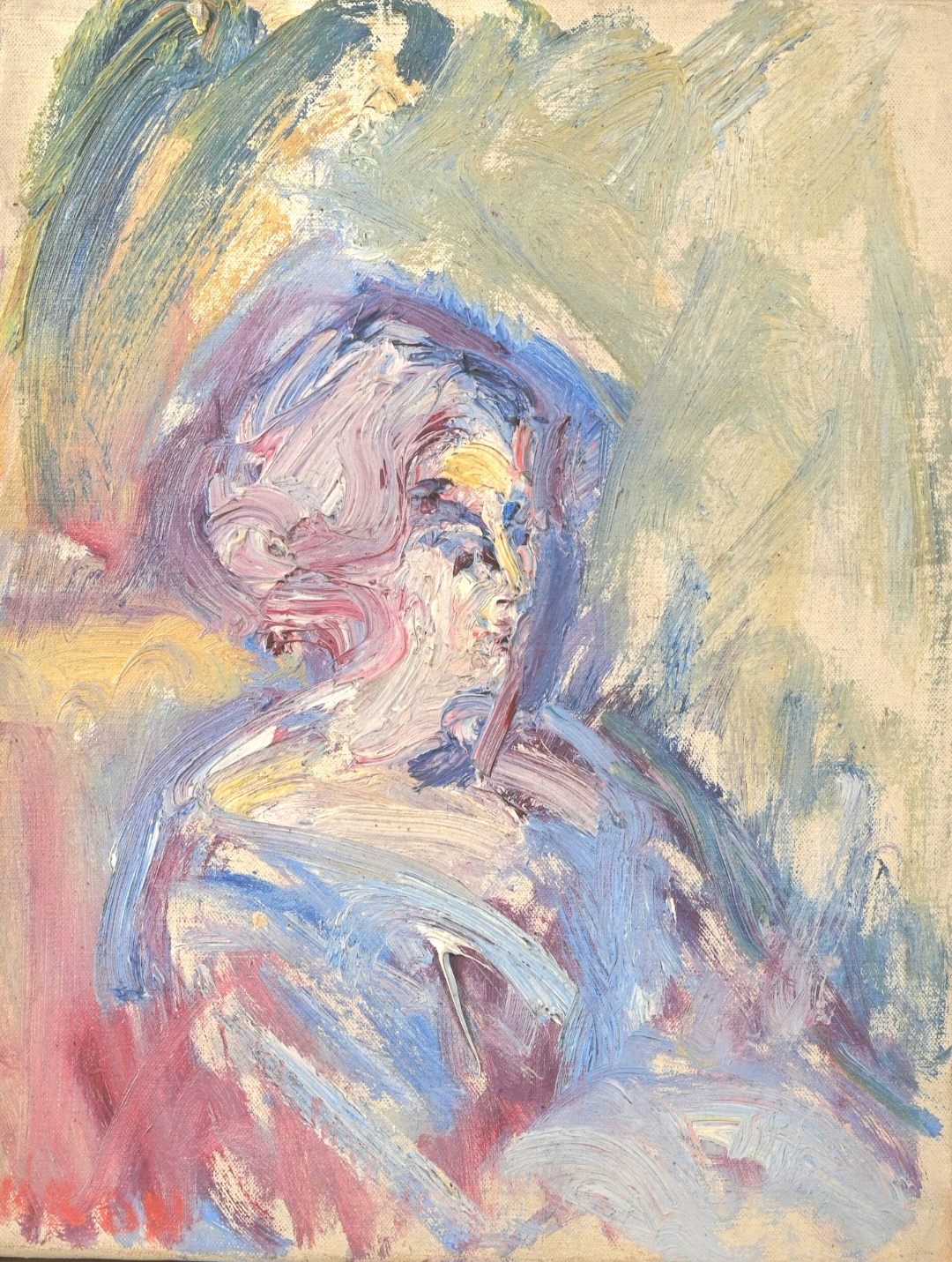
Paul Krôn, La Sieste, huile sur toile, vers 1930. Collection particulière.

La sieste est un temps de repos pris au cours de la journée (ou la nuit pour les travailleurs nocturnes), le plus souvent après le déjeuner. La sieste ferait partie du patrimoine génétique de l'être humain et serait programmée pour être pratiquée entre 12 h et 15 h au moment où la fatigue apparaît et l'attention diminue, et dure généralement entre 10 et 45 minutes. 
Contrairement aux idées reçues, même si l'on n'a pas pris de repas avant, le besoin de dormir se fait sentir ,. Néanmoins le besoin de sieste est également plus présent après un gros repas,,.

## Étymologie
Le mot sieste vient de l'espagnol siesta, et celui-ci du latin [hora] sexta, qui signifie « la sixième [heure du jour] ». Il s'agissait de midi, suivant le décompte des heures canoniales, c'est-à-dire l'heure la plus chaude.

## Pratiques et cultures
La pratique de la sieste diffère selon les cultures, le climat et les individus.

### Variantes
Il est important de distinguer plusieurs types de siestes : 
- la micro-sieste et la sieste éclair, qui durent moins de 5 minutes ;
- la sieste courte, qui dure généralement entre 10 et 30 minutes ;
- le café-sieste (ou power nap) est le fait de prendre un café juste avant de faire une courte sieste. Cela pourrait paraître paradoxal mais les bienfaits du café-sieste ont été prouvés scientifiquement[9].
- la sieste longue, d'une heure et demie soit un cycle de sommeil complet[10].

### Climats

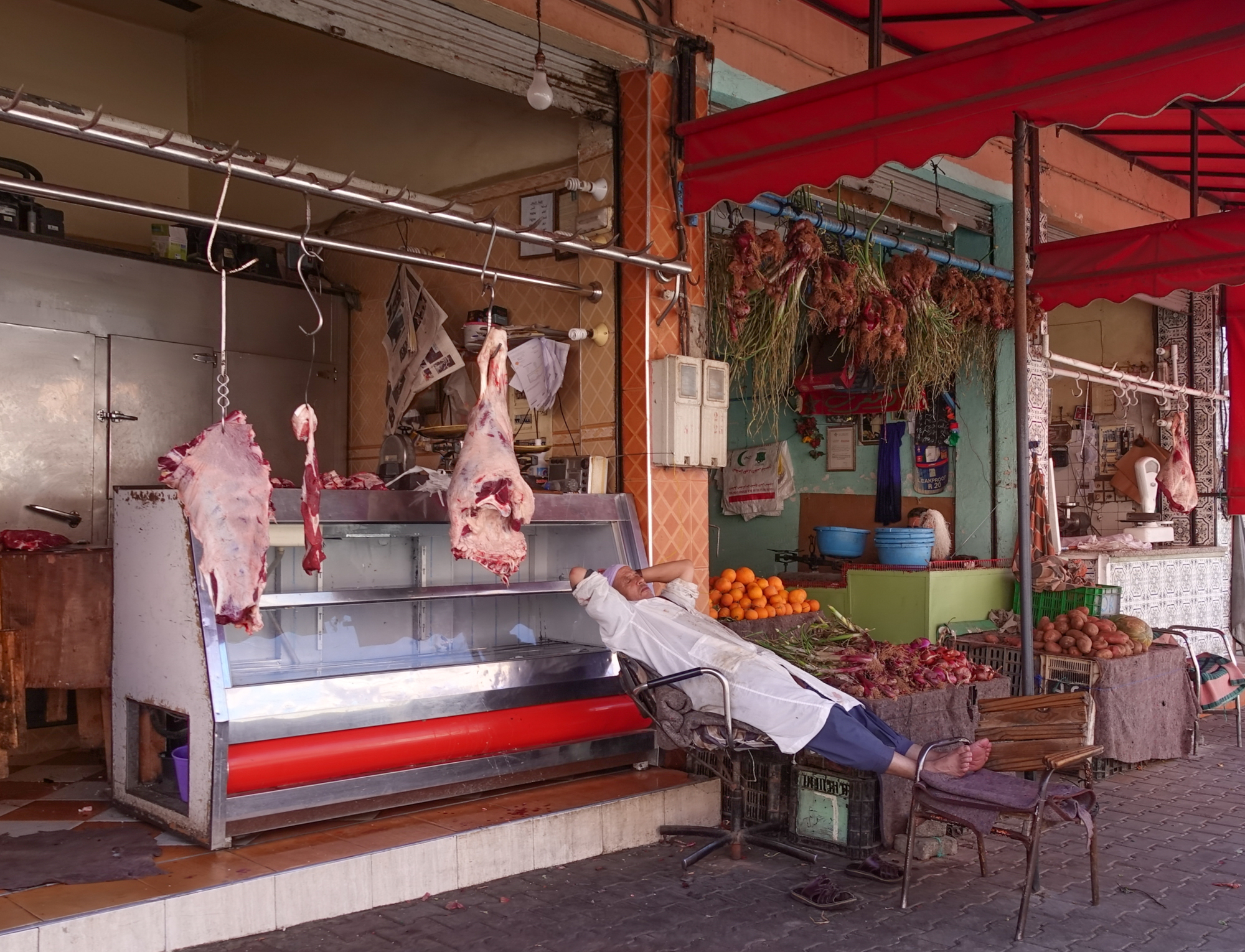
Un boucher fait la sieste devant son échoppe au Maroc.

Dans les pays chauds, la sieste est couramment pratiquée, aux heures les plus chaudes lorsque le soleil est au zénith : la chaleur ne permet pas d'activité très physique et le travail est remis aux heures plus fraîches. 
Dans les pays plus froids, la sieste est moins courante. Les enfants en bas âge ont souvent besoin de ce moment de repos, au moins sous la forme d'un « temps calme » tel que le pratiquent les écoles, par exemple.

### Cultures

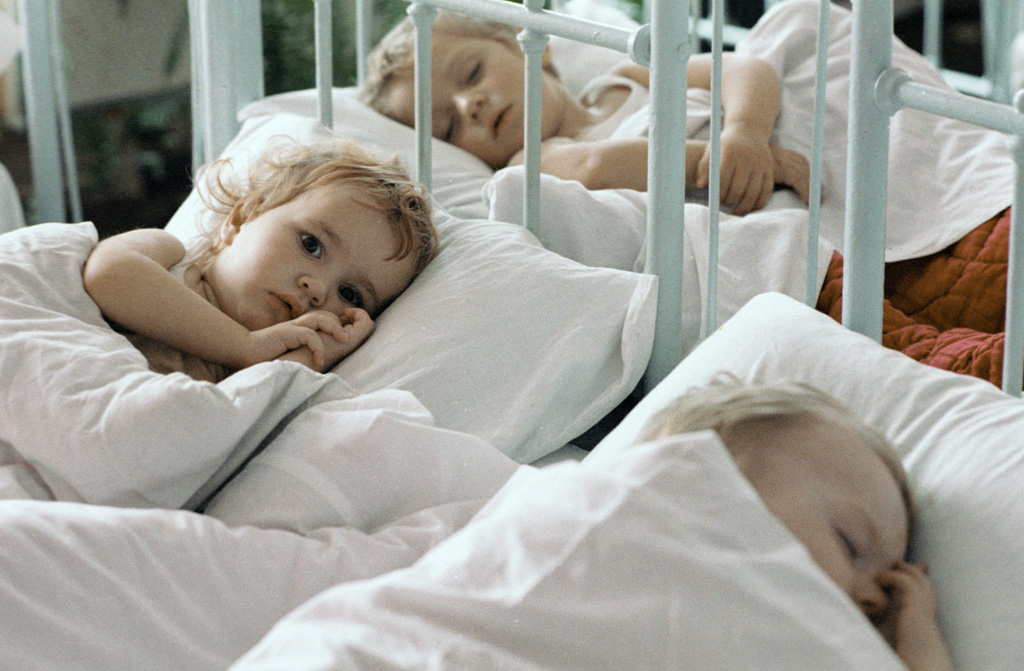
Le temps de la sieste ; photo prise dans une ferme collective en URSS en 1981.

En Occident, la sieste est souvent vue comme un luxe, un temps volé au temps de travail ou à d'autres activités ; elle peut être stigmatisée comme paresseuse. Lors de la sieste, il est possible de s'allonger simplement ou de dormir franchement.
En Espagne, les horaires des bureaux laissent aux Espagnols le temps de faire la sieste : ils reprennent le travail dans l’après-midi, vers 15 ou 16 heures, pour finir entre 20 heures et 21 heures. Mais les Espagnols profitent en fait de la longue pause déjeuner pour rester des heures à table : plus de 2 heures, contre 45 minutes dans les autres pays européens. Le gouvernement espagnol essaye sans succès de modifier cette habitude : les horaires des fonctionnaires pourraient désormais finir à 18 heures.
En Chine, la sieste est appelée le hsiuhsi,,.
Au Japon, de nombreuses entreprises ont aménagé dans leurs locaux des espaces destinés à la sieste plus ou moins obligatoire de leurs employés.
La Constitution de la république populaire de Chine inscrit dans son article 43 le repos (mais pas la sieste) comme droit pour les travailleurs.
Certains hôtels et motels québécois annoncent des tarifs « sieste » pour le loyer d'une chambre pendant quelques heures.
Il existe un café à Barcelone, appelé Nappuccino, qui propose des espaces pour faire la sieste. Ils font partie intégrante du café.

## Les effets sur l'organisme

### Intérêts
La sieste permet de regagner de la concentration et de l'énergie, et met de bonne humeur. 
La sieste a des effets bénéfiques non négligeables sur la santé. Elle permettrait une diminution significative de près d'un tiers de la mortalité due aux maladies cardiovasculaires. 
Une sieste courte permettrait même de faire un gain de une à deux heures de sommeil par nuit. En effet, la sieste est composée essentiellement de sommeil lent profond, et ce sommeil est de loin le plus réparateur pour l'organisme.
La sieste est fortement conseillée par de nombreux spécialistes du sommeil. Elle permettrait de réduire significativement les risques d'accident de la circulation. Les statistiques nationales[Où ?] indiquent que la majorité des accidents se produisent au cours de périodes chronobiologiques de somnolence maximale (entre 2 et 6 heures du matin et entre 13 et 15 heures).
C'est pendant ces périodes que se comptent les accidents les plus graves pour toute tâche qui exige une grande vigilance et une grande efficacité. 

Certains employeurs en ont d'ailleurs bien compris l'intérêt – en termes de productivité notamment –, et aménagent un espace à cet effet pour ceux qui le désirent, au calme et dans le noir.
La sieste serait également bénéfique pour la mémorisation : d'après une étude, les personnes qui dorment dans l'après-midi retiennent beaucoup plus de choses. D'autres études confirment même que non seulement elle augmenterait les performances intellectuelles de 20 %, mais aussi qu'elle libère notre créativité.
Cette pratique est utile pour lutter efficacement contre le stress accumulé dans la journée, et favorise la récupération musculaire et mentale. Or, on ne compte plus les études ayant établi un lien entre les effets néfastes du stress et l'incidence de la mortalité résultant de maladies coronariennes, ce qui pourrait avoir indirectement des effets positifs sur l'espérance de vie.
En 2007, en France, un « programme d'action sur le sommeil » (PAS) visant à réhabiliter la sieste est mis en place par le ministère de la Santé et des Solidarités. Le plan est composé de 4 axes : informer et éduquer le grand public, enfants et adultes ; informer et former les professionnels de santé ; auditionner les structures existantes et donner la priorité au financement de réseaux ville-hôpital et de centres d’exploration du sommeil ; proposer des recommandations sur les psychotropes, tranquillisants et expérimenter la sieste en entreprise.[réf. souhaitée]
Mais la pratique de la sieste fait face à deux facteurs de la vie moderne, atténuant les historiques axes nord-sud et est-ouest qui en traçaient la carte mondiale : d'une part, la société de marché qui impose des horaires continus et, d'autre part, les progrès de la climatisation dans les pays chauds.

### Inconvénients

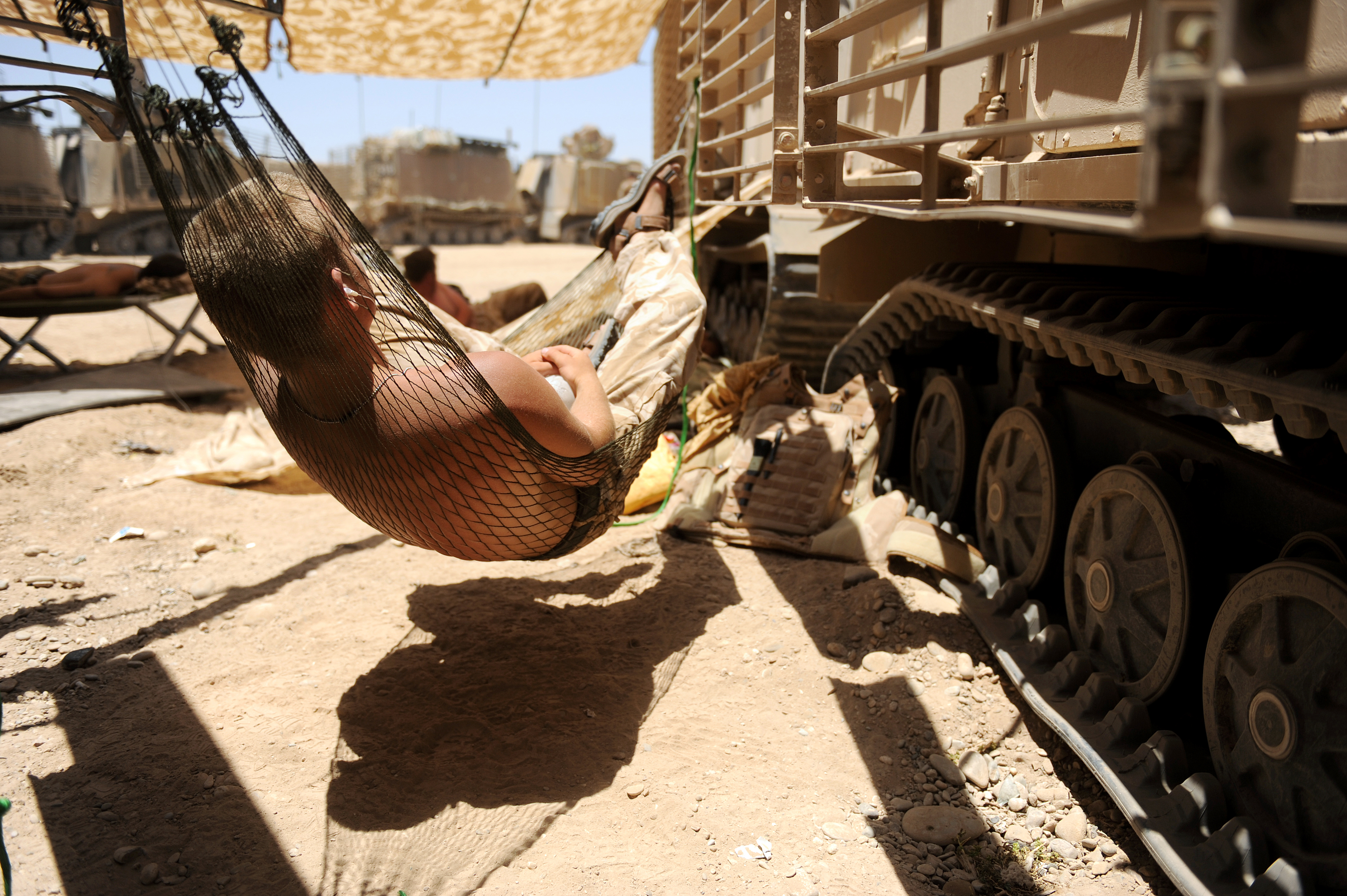
Dans le cadre d'opération militaire, la sieste induit une vulnérabilité et un temps de réaction long.

Au-delà de 30 minutes de sieste, il peut être assez difficile de revenir à un état d'éveil concentré[réf. souhaitée], des conséquences négatives sur la vigilance et les performances, que l'on nomme « l'inertie du sommeil » : plus on dort longtemps dans la journée, moins on émerge facilement du sommeil. Juste après une longue sieste, l'idéal est d'éviter de réaliser des tâches nécessitant un temps de réaction rapide.
Une sieste trop longue ou trop tardive serait néfaste sur la quantité et la qualité du sommeil nocturne qui suit . 

La sieste n'est pas recommandée en cas d'insomnies sévères.
Les effets bénéfiques de la sieste sur le cœur sont controversés : certaines études concluent à une augmentation de 50 % du risque d'attaque cardiaque chez les personnes pratiquant régulièrement la sieste.

## Chronobiologie de la sieste

### Chez la drosophile
La sieste n’est pas un phénomène propre à l’humain. En effet, plusieurs autres espèces diurnes effectuent des siestes pour différentes raisons adaptatives. La mouche du vinaigre, Drosophila melanogaster, située en Afrique tropicale, dort lors de périodes trop chaudes de la journée. Le moment de la sieste varie selon la température, puisque les siestes sont moins importantes chez les mouches vivant dans un environnement plus froid, et est régulé par l’épissage de l’intron 3’, servant à la création d’un ARNm, du gène «period », un des gènes responsables de l’horloge circadienne chez l’organisme. 

### Modèles de sommeil
Chez l’humain, le besoin physiologique de se reposer après le repas du midi, dû à l’augmentation de la fatigue, n’est pas causé par la digestion, contrairement aux croyances populaires. Plusieurs modèles permettent d’expliquer le cycle de sommeil et la cause de cette soudaine fatigue. Un des plus reconnus est le modèle des deux processus de Borbély, ou « Two-process model », établi en 1982. Il est caractérisé par le couplage du « Process S », les procédés homéostatiques dépendant du niveau de sommeil, et du « Process C », les processus circadiens indépendants. Le « Process S » peut être mesuré à l’aide d’une analyse des activités cérébrales de faible longueur d’onde, ou « Slow Wave Activity », par électroencéphalographie (EEG). Son niveau augmente en fonction du temps passé en état d’éveil, représentant donc le niveau de fatigue ressenti par l’individu, et diminue considérablement lorsque le sommeil s’établit. Le « Process C » est contrôlé par les cycles circadiens, tel que le cycle du sommeil paradoxal (REM) et des autres phases du sommeil (nonREM) et le cycle circadien de température corporelle. Le « Process C » génère des épisodes de creux lorsque la période de sommeil paradoxale est à son maximum. Les deux procédés sont régulés de façon séparés, mais agissent ensemble afin de contrôler le niveau de fatigue, ainsi que la durée de l’épisode de sommeil . La probabilité de s’endormir est mesuré par la différence entre le niveau du « Process S » et du « Process C ». Elle augmente donc fortement lorsque le « Process C » est à son minimum et que l’individu a passé plusieurs heures en état d’éveil, causant un niveau élevé du « Process S ». Ceci amène la période de sommeil, suivie, après plusieurs heures, par le moment d’éveil. Celui-ci correspond théoriquement au moment où la différence entre les deux procédés est nulle. 
Ce modèle a plus tard été complémenté par le modèle bimodal de température afin d’expliquer le patron des siestes, puisque la température circadienne a été originellement lié au cycle de sommeil REM-nonREM. La relation entre le « Process C » et la température est inverse à celle observé avec le sommeil REM-nonREM. Le niveau du « Process C » est donc à son minimum lorsque la température corporelle chute. Cette observation permet donc l’association du cycle de sommeil au cycle circadien de température corporelle. Le patron de température corporelle suit un cycle sinusoïdal possédant un évènement majeur de chute de température 12 heures suivant l’évènement de chute mineur. Il y a une durée de 24 heures entre les deux minimums de température du modèle. Ce cycle circadien sert de régulateur au cycle de sommeil, qualifié de bimodal puisqu’il est composé de période de sommeil majeures et de période de sieste,.Les périodes de sommeil nocturne sont synchronisés avec le moment où la température corporelle atteint son minimum. Le moment propice à la sieste est caractérisé par une chute plus légère de température corporelle en milieu d’après-midi, généralement entre 14 heures et 16 heures. Cette période, qualifiée de « nap zone » ou « zone de sieste » est généralement associée à l’augmentation de la fatigue et à une réduction des performances,.
Le moment et la durée optimale d’une sieste dépend de caractéristiques individuelles tel que l’âge, le genre et l’historique de sommeil de l’individu. Par contre, certaines études ont permis d’obtenir des informations généralisées sur la durée et le moment idéal pour la sieste.

### Moment de la sieste
L’efficacité d’une sieste peut varier selon le moment où celle-ci est prise. Une sieste de 20 minutes effectuée entre 12h00 et 14h00 n’augmente pas les performances. En revanche, elle a un impact positif sur la volonté, réduit la fatigue et atténue les activités électriques cérébrales : un indicateur de la vigilance. Les effets de la sieste persistent durant 1-2 heures. Cependant, une sieste de la même durée effectuée entre 14h00 et 14h20, possède une plus grande efficacité. Elle réduit la fatigue subjective, améliore le niveau de performance et possède un effet positif sur la vigilance. Les effets persistent beaucoup plus longtemps que lors d’une sieste du midi. Une sieste en milieu d’après-midi dans la période correspondant à la zone de sieste est donc généralement plus efficace.

### Durée de la sieste
La durée de la sieste affecte aussi son efficacité. Des siestes effectuées à la même heure, soit à 15h00 et sous les mêmes conditions, ont été testées. Une sieste de 5 minutes ne présente presque aucune différence sur le niveau de fatigue, la vigueur et les performances cognitives par rapport à l’absence de sieste. Une sieste de 10 minutes permet une augmentation du niveau d’attention et une amélioration des performances immédiatement après la sieste et jusqu’à 155 minutes à la suite de celle-ci,. L’efficacité d’une sieste d’une dizaine de minutes provient d’une courte période passée dans la deuxième phase de sommeil, permettant au corps de mieux se reposer que lors de la première phase. L’inertie du sommeil a été détectée lors de la sieste de 20 minutes puisqu’un temps de latence de 35 minutes est nécessaire avant l’apparition des bénéfices. Les effets de la sieste de 20 minutes ont aussi duré 125 minutes, soit moins longtemps que ceux de la sieste de 10 minutes. L’inertie du sommeil provient d’un éveil lors de la phase de SWS, ou « Slow Waves Sleep », correspondant au sommeil profond. Pour la sieste de 30 minutes, l’inertie du sommeil est aussi présente allant même jusqu’à réduire les performances immédiatement après la sieste. Par contre, les effets durent aussi longtemps que pour la sieste de 10 minutes,. La durée optimale d’une sieste est donc de 10 minutes.

## Illustrations

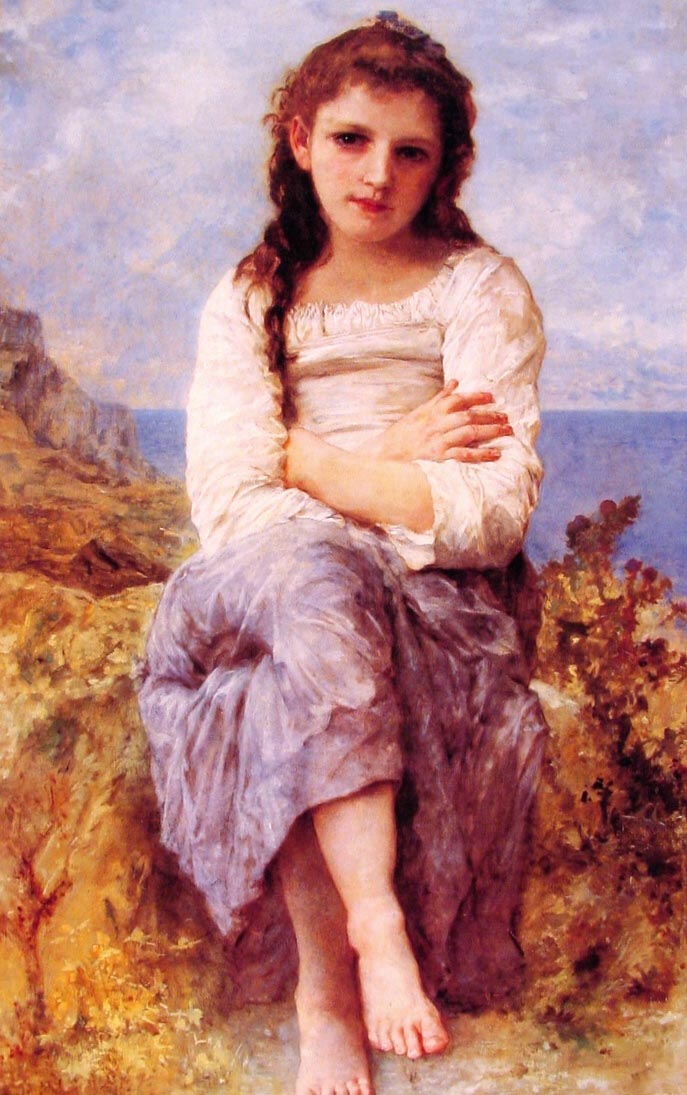
Le farniente (peinture bucolique de William Bouguereau - XIXe siècle)
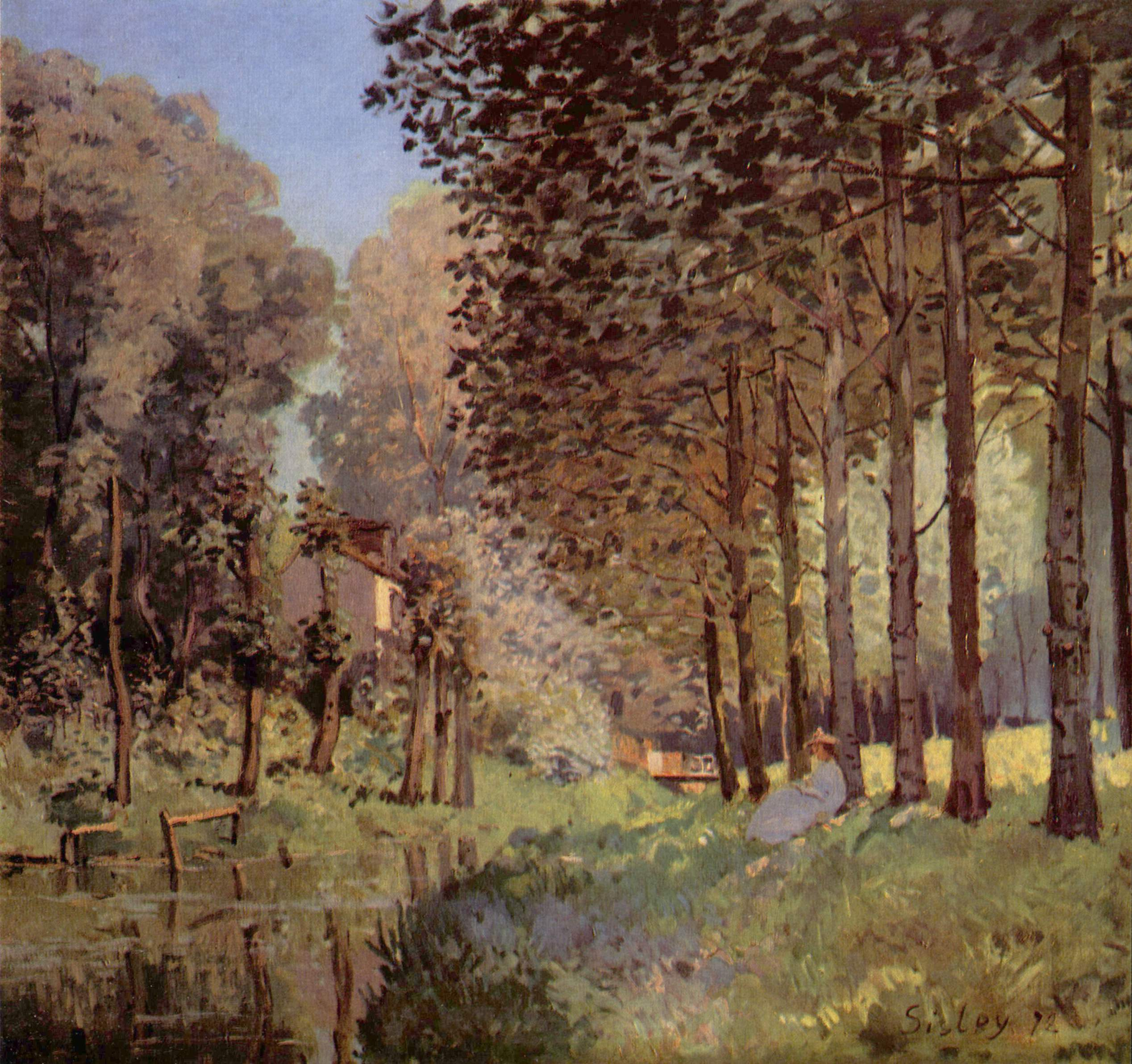
Le Repos au bord d'un ruisseau. Lisière de bois par Alfred Sisley (1872)
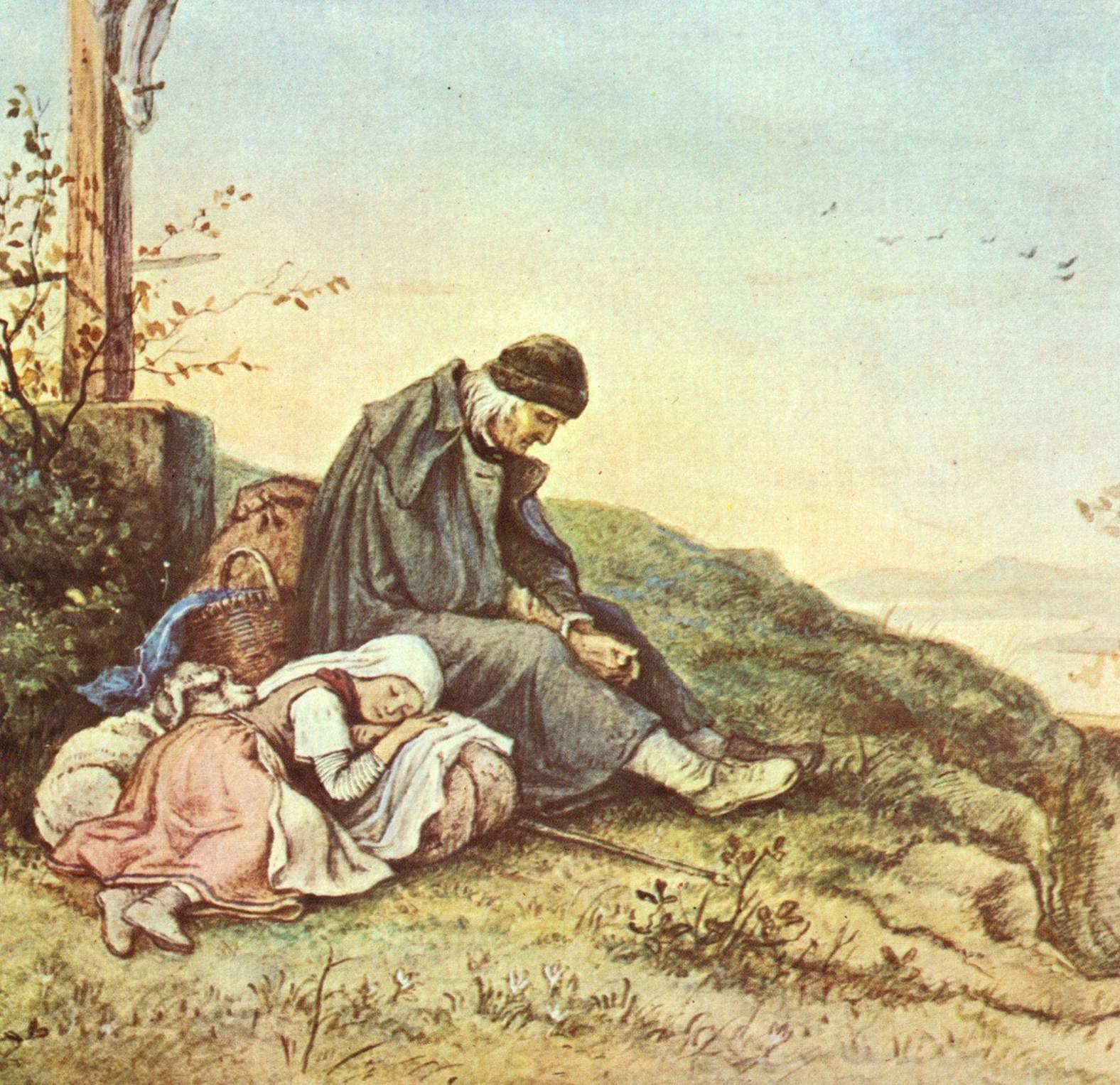
Ludwig Richter (1865)
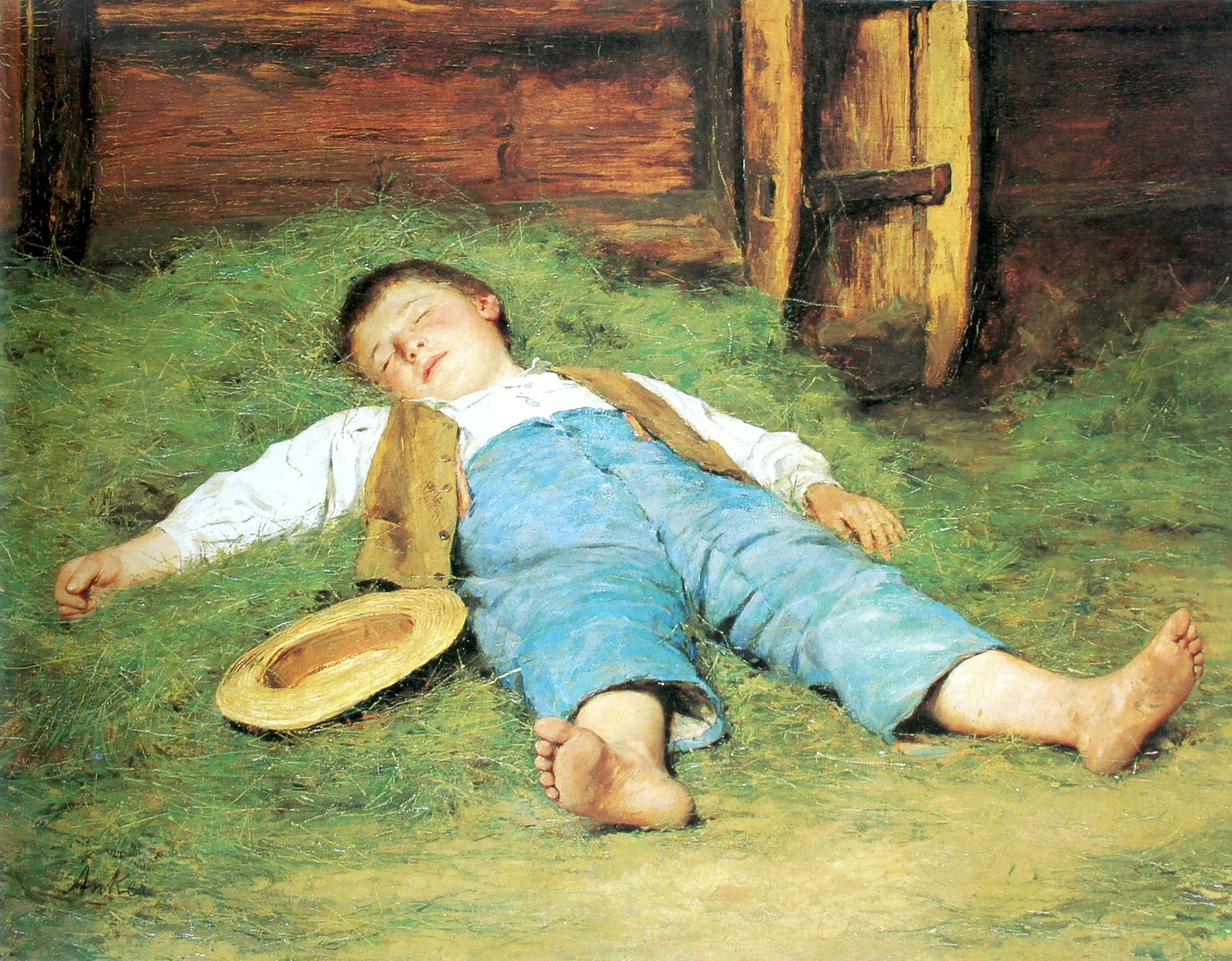
Garçon dormant dans le foin, Albert Anker, (1897)
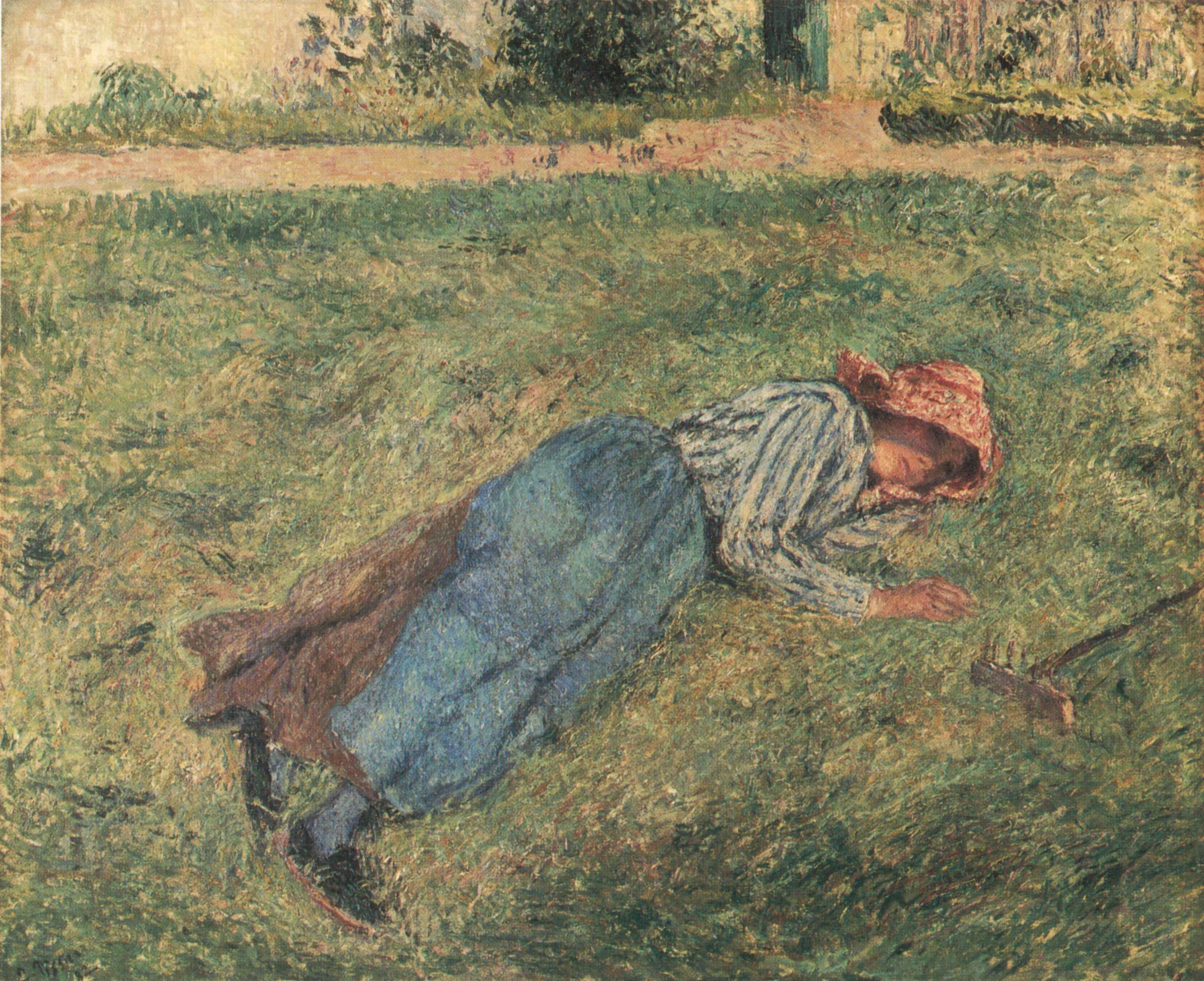
Le repos, paysanne couchée dans l'herbe de Camille Pissarro (1882)